# Pantaneira (raça ovina)
Ovelha Pantaneira é uma ovelha nativa surgida na região do pantanal do Brasil.

## História
Desde o descobrimento do Brasil, tipos de ovínos foram dispersadas no litoral do país e aos poucos foram se movendo para o interior, chegando até a região do pantanal. Neste bioma tiveram que se adaptar e sobreviver, desenvolvendo-se por séculos, resultado nos animais atuais. Ainda não é considerada uma raça, mas está em vias de ser reconhecida como tal.

## Características
A ovelha pantaneira é de aptidão para carne, destacando-se por ser muito rústica, reduzindo bastante os custos de criação, adaptando-se bem a regiões com grande variação de temperatura ao longo do ano, comuns no bioma pantanense, além de ser adaptado a digestão de plantas naturais da região ou de gramíneas exóticas inseridas para alimentação do rebanho bovino da região como o capim braquiária. Apesar de, em termos de aparência, se parecerem com ovelhas europeias do tipo lanadas, sua lã é pouca e de baixa qualidade e ausente na parte inferior do abdômen e abaixo do pescoço. Também diferentemente de ovelhas de origem europeia, seu estro não é sazonal, ocorrendo 3 parições em 2 anos.
São animais precoces, com boa conversão alimentar, produtivo, com grande resistência a vermes e às doenças do casco. Sua carne é considerada de ótima qualidade e com boa aceitação no mercado. As mães têm excelente habilidade materna.
Sua lã, por ser de baixa qualidade, serve para artesanatos e outros itens de exigem lã de menor qualidade. Produzem certa quantidade de leite de ótima qualidade e tem carne marmorizada.

## Distribuição do plantel
A grande maioria dos animais estão concentrados na região do pantanal. Existe o programa Troca de Ovínos para distribuição destes animais entre pequenos produtores rurais com objetivo de espalhar a raça por toda a região do Mato Grosso do Sul e, depois, ampliando-se para outros estados interessados.

## Melhoramentos genéticos
Há estudos para melhorar a qualidade do plantel para produzir animais com melhor conformação física e qualidade de carcaça, usando os próprios animais nativos da raça. Já foram feitas tentativas por alguns criadores de se melhorar os animais usando raças europeias, porém os animais gerados perdiam as características produtivas que fazem da ovelha pantaneira um animal nativo com diversas qualidades - reduzindo por exemplo sua rusticidade, sua alta resistência a verminoses e sua prolificidade.

## Valor genético
A raça tem despertado bastante interesse pelo fato de ser adaptada ao pantanal. O longo processo de seleção natural pelo qual passaram esses ovínos lhes permitiu adaptar-se ao ambiente peculiar do Pantanal, suportando condições climáticas e hidrológicas extremas, caracterizadas por elevadas temperaturas no verão (com máximas absolutas ultrapassando 40°C) e alternância entre períodos secos e enchentes consideráveis. Algumas das características da adaptação adquiridas pela ovelha pantaneira relacionam-se à grande rusticidade, destacando-se a resistência a vermes e a certas doenças como doenças no casco. O valor genético proporcionado pela raça também pode ser usado para aprimoramento dos próprios animais, outras raças ou desenvolvimento de novas raças de ovinos.